# Leonel Rocca
Leonel Rocca (21 de janeiro de 1915 – 19 de junho de 1965) foi um ciclista uruguaio. Representou Uruguai durante os Jogos Olímpicos de 1948, na prova de velocidade.